# Terzigno
Terzigno est une commune italienne de la ville métropolitaine de Naples, dans la région Campanie.

## Administration
| Période                                  | Période | Identité | Étiquette | Qualité |
| ---------------------------------------- | ------- | -------- | --------- | ------- |
|                                          |         |          |           |         |
| Les données manquantes sont à compléter. |         |          |           |         |

### Hameaux
Boccia al Mauro.

### Communes limitrophes
Boscoreale, Boscotrecase, Ottaviano, Poggiomarino, San Giuseppe Vesuviano.